# Automeris nebulosus
Automeris nebulosus är en fjärilsart som beskrevs av Conte 1906. Automeris nebulosus ingår i släktet Automeris och familjen påfågelsspinnare. Inga underarter finns listade i Catalogue of Life.